# 尼季亞特齊湖
56°07′50″N 28°33′24″E / 56.13056°N 28.55667°E
尼季亞特齊湖（俄语：Нитятцы），是俄羅斯的湖泊，位於該國西北部，由普斯科夫州負責管轄，處於謝別日區，面積1.2平方公里，集水區面積7.64平方公里，平均水深2.1米，最大水深4.3米。